# Liste der Kulturdenkmäler in Heidenrod
Die folgende Liste enthält die in der Denkmaltopographie ausgewiesenen Kulturdenkmäler auf dem Gebiet  der Gemeinde Heidenrod, Rheingau-Taunus-Kreis, Hessen.
Hinweis: Die Reihenfolge der Denkmäler in dieser Liste orientiert sich zunächst an Ortsteilen und anschließend der Anschrift, alternativ ist sie auch nach der Bezeichnung, der vom Landesamt für Denkmalpflege vergebenen Nummer oder der Bauzeit sortierbar.
Kulturdenkmäler werden fortlaufend im Denkmalverzeichnis des Landes Hessen durch das Landesamt für Denkmalpflege Hessen auf Basis des Hessischen Denkmalschutzgesetzes (HDSchG) geführt. Die Schutzwürdigkeit eines Kulturdenkmals hängt nicht von der Eintragung in das Denkmalverzeichnis des Landes Hessen oder der Veröffentlichung in der Denkmaltopographie ab.

Das Vorhandensein oder Fehlen eines Objekts in dieser Liste ist keine rechtsverbindliche Auskunft darüber, ob es Kulturdenkmal ist oder nicht: Diese Liste entspricht möglicherweise nicht dem aktuellen Stand der offiziellen Denkmaltopographie. Diese ist für Hessen in den entsprechenden Bänden der Denkmaltopographie Bundesrepublik Deutschland und im Internet unter DenkXweb – Kulturdenkmäler in Hessen einsehbar. Auch diese Quellen sind, obwohl sie durch das Landesamt für Denkmalpflege Hessen aktualisiert werden, nicht immer aktuell, da es im Denkmalbestand immer wieder Änderungen gibt.
Eine verbindliche Auskunft erteilt allein das Landesamt für Denkmalpflege Hessen.
Nutze diese Kartenansicht, um Koordinaten in der Liste zu setzen. In dieser Kartenansicht sind Kulturdenkmale ohne Koordinaten mit einem roten bzw. orangen Marker dargestellt und können in der Karte gesetzt werden. Kulturdenkmale ohne Bild sind mit einem blauen bzw. roten Marker gekennzeichnet, Kulturdenkmale mit Bild mit einem grünen bzw. orangen Marker.

## Kulturdenkmäler nach Ortsteilen

### Algenroth
| Bild                        | Bezeichnung                 | Lage                                                     | Beschreibung | Bauzeit | Objekt-Nr. |
| --------------------------- | --------------------------- | -------------------------------------------------------- | ------------ | ------- | ---------- |
| Bild gesucht BW             |                             | Algenroth, Backhausstraße 8 LageFlur: 5, Flurstück: 36/1 |              |         | 14564 DDB  |
| Ev. Kapelle, ehem. Backhaus | Ev. Kapelle, ehem. Backhaus | Algenroth, Backhausstraße 10 LageFlur: 5, Flurstück: 34  |              |         | 13575 DDB  |

### Dickschied
| Bild            | Bezeichnung              | Lage                                                                               | Beschreibung | Bauzeit         | Objekt-Nr. |
| --------------- | ------------------------ | ---------------------------------------------------------------------------------- | ------------ | --------------- | ---------- |
| weitere Bilder  | Evangelische Pfarrkirche | Dickschied, Espenschieder Weg 9, Espenschieder Weg LageFlur: 1, Flurstück: 1, 2, 3 |              | 12. Jahrhundert | 14565 DDB  |
| Bild gesucht BW |                          | Dickschied, Espenschieder Weg 14 LageFlur: 1, Flurstück: 162                       |              |                 | 13579 DDB  |

### Dickschied-Geroldstein
| Bild             | Bezeichnung           | Lage                                                                        | Beschreibung | Bauzeit | Objekt-Nr. |
| ---------------- | --------------------- | --------------------------------------------------------------------------- | ------------ | ------- | ---------- |
| weitere Bilder   | Katholische Kapelle   | Dickschied-Geroldstein, Kapellenstraße 8 LageFlur: 8, Flurstück: 52         |              | 1899    | 13582 DDB  |
| weitere Bilder   | Burgruine Geroldstein | Dickschied-Geroldstein, Schloßplatz (Flurbez.) LageFlur: 8, Flurstück: 90/1 |              |         | 13581 DDB  |
| Ehemalige Schule | Ehemalige Schule      | Dickschied-Geroldstein, Wisperstraße 1 LageFlur: 8, Flurstück: 92/4         |              |         | 13583 DDB  |

### Egenroth
| Bild            | Bezeichnung                 | Lage                                                                                    | Beschreibung | Bauzeit | Objekt-Nr. |
| --------------- | --------------------------- | --------------------------------------------------------------------------------------- | --- | ------- | ---------- |
| Bild gesucht BW | Ehem. Schule und Lehrerhaus | Egenroth, Höhenstraße 2/4 und 2a, Höhenstraße LageFlur: 14, Flurstück: 69/1, 70/1, 71/1 | | 1832    | 14566 DDB  |
| Bild gesucht BW | Evangelisches Pfarrhaus     | Egenroth, Höhenstraße 12 LageFlur: 15, Flurstück: 23/2                                  | | 1913    | 13586 DDB  |
| Bild gesucht BW | Ehemaliges Pfarrhaus        | Egenroth, Klosterstraße 11 LageFlur: 14, Flurstück: 13                                  | | 1726    | 13587 DDB  |
| Bild gesucht BW | Brunnen                     | Egenroth, Kohlstraße LageFlur: 14, Flurstück: 50/3                                      | Laufbrunnen mit eisernem Trog, gegossen möglicherweise in der Michelbacher Hütte kurz vor der Jahrhundertwende. Verbreiteter Typus mit rechteckigem, durch Stege in Felder eingeteiltem Trog mit je mittig aufgesetzten Akanthus-Rosetten. Anstelle des Brunnenstockes jetzt die wiederverwendete Säule eines Pumpenbrunnens. Element des dörflichen Straßenbildes, Relikt der historischen Wasserversorgung. |         | 13588 DDB  |

### Grebenroth
| Bild            | Bezeichnung                        | Lage                                                                       | Beschreibung | Bauzeit | Objekt-Nr. |
| --------------- | ---------------------------------- | -------------------------------------------------------------------------- | --- | ------- | ---------- |
| weitere Bilder  | Evangelische Kirche                | Grebenroth, Altenberg, Altenberger Feld LageFlur: 3, Flurstück: 34, 35, 36 | |         | 13592 DDB  |
| Bild gesucht BW | Schwallschieder Hof                | Grebenroth, Hof Schwallschied LageFlur: 4, Flurstück: 11/1, 13/2           | |         | 13591 DDB  |
| Brunnen         | Brunnen                            | Grebenroth, Jahnstraße LageFlur: 1, Flurstück: 10/1                        | Gusseiserner Trog eines Laufbrunnens aus dem letzten Viertel des vergangenen Jahrhunderts, Herkunft möglicherweise aus der Michelbacher Hütte. Der langrechteckige Trog zeigt eine gängige Einteilung in vier Felder mit aufgesetzten Akanthusrosetten. Der Brunnen wurde vielleicht vom ursprünglichen Standort am ehemaligen Wiegehäuschen in der Ortsmitte hierherversetzt, der zugehörige originale Wasserauslauf fehlt. Dokument der dörflichen Wasserversorgung um die Jahrhundertwende. |         | 13590 DDB  |
| weitere Bilder  | Kloster Gronau                     | Grebenroth, Kloster Gronau LageFlur: 3, Flurstück: 44/1                    | | 1130    | 14360 DDB  |
| Bild gesucht BW | Jagdhaus des Schwallschieder Hofes | Grebenroth, Potaschkopf LageFlur: 3, Flurstück: 1/1                        | | 1935/36 | 820482 DDB |

### Hilgenroth
| Bild            | Bezeichnung       | Lage                                                           | Beschreibung | Bauzeit | Objekt-Nr. |
| --------------- | ----------------- | -------------------------------------------------------------- | ------------ | ------- | ---------- |
| Bild gesucht BW |                   | Hilgenroth, Herzbachstraße 23 LageFlur: 1, Flurstück: 25/4, 27 |              |         | 13594 DDB  |
| Bild gesucht BW | Rat- und Backhaus | Hilgenroth, Turmstraße 1 LageFlur: 1, Flurstück: 30            |              | um 1800 | 13595 DDB  |

### Huppert
| Bild    | Bezeichnung | Lage                                               | Beschreibung | Bauzeit | Objekt-Nr. |
| ------- | ----------- | -------------------------------------------------- | ------------ | ------- | ---------- |
| Brunnen | Brunnen     | Huppert, Schulstraße 1 LageFlur: 1, Flurstück: 1/1 |              |         | 13597 DDB  |

### Kemel
| Bild            | Bezeichnung                              | Lage                                                    | Beschreibung | Bauzeit                                                                 | Objekt-Nr. |
| --------------- | ---------------------------------------- | ------------------------------------------------------- | --- | ----------------------------------------------------------------------- | ---------- |
| Bild gesucht BW | Ehrenmal                                 | Kemel, Bäderstraße LageFlur: 2, Flurstück: 14/1         | |                                                                         | 820484 DDB |
| Bild gesucht BW |                                          | Kemel, Bäderstraße 22 LageFlur: 2, Flurstück: 26        | |                                                                         | 13599 DDB  |
| weitere Bilder  | Evangelische Pfarrkirche                 | Kemel, Bäderstraße 38 LageFlur: 2, Flurstück: 15/3      | Ehemals St. Katharina | Westturm aus dem 13. Jh., Schiff 1819 oder 1827, Chor um 1843 erneuert. | 13600 DDB  |
| Bild gesucht BW |                                          | Kemel, Bäderstraße 39 LageFlur: 2, Flurstück: 33        | |                                                                         | 13601 DDB  |
| Bild gesucht BW |                                          | Kemel, Bäderstraße 41 LageFlur: 2, Flurstück: 37/3      | |                                                                         | 13602 DDB  |
| weitere Bilder  | Ehemalige Schule                         | Kemel, Bäderstraße 47 LageFlur: 2, Flurstück: 39/1      | Erbaut als Gasthaus „Zum goldenen Hirsch“, wo 1813 Blüchers Generalstabschef York übernachtet haben soll. 1839 bis 1931 Schule, dann Wohnhaus (Haus Wieser). Heute Heimat- und Kulturhaus. | Mitte 18. Jh.                                                           | 13603 DDB  |
| Bild gesucht BW | Bäderstraße 39–51, 36, 38 Neustraße 5, 7 | Kemel, Gesamtanlage Bäderstraße Lage                    | |                                                                         | 13598 DDB  |
| Bild gesucht BW |                                          | Kemel, Neustraße 5/7 LageFlur: 2, Flurstück: 19/7, 20/1 | |                                                                         | 13604 DDB  |

### Langschied
| Bild           | Bezeichnung    | Lage                                                     | Beschreibung | Bauzeit | Objekt-Nr. |
| -------------- | -------------- | -------------------------------------------------------- | ------------ | ------- | ---------- |
| Kriegerdenkmal | Kriegerdenkmal | Langschied, Fichtenstraße 1 LageFlur: 3, Flurstück: 77/1 |              | 1925    | 13606 DDB  |

### Laufenselden
| Bild            | Bezeichnung                                                             | Lage | Beschreibung | Bauzeit | Objekt-Nr. |
| --------------- | ----------------------------------------------------------------------- | --- | ------------ | ------- | ---------- |
| Bild gesucht BW | Lindenstraße 2, 3, Rudolf-Dietz-Straße 1–17, 6, 8, 10, Weiherstraße 2/4 | Laufenselden, Gesamtanlage Rudolf-Dietz-Straße Lage                                                                                       |              |         | 13608 DDB  |
| weitere Bilder  | Laufenseldener Tunnel                                                   | Laufenselden, Eisenbahn, Sonnenberg, Schwarzbachsgraben, Aarer Weg (Außerhalb) LageFlur: 13, Flurstück: 1/1, 112/1, 2/5, 30/2, 49/1, 86/2 |              | 1894    | 925091 DDB |
| Bild gesucht BW | Aartalbahn, Langenschwalbacher Bahn                                     | Laufenselden, Eisenbahn, Sonnenberg, Schwarzbachsgraben (Außerhalb) LageFlur: 13, Flurstück: 1/1, 112/1, 145, 155, 2/5, 4/14, 49/1, 86/2  |              |         | 952986 DDB |
| weitere Bilder  | Katholische Pfarrkirche St. Philipp und Jakob                           | Laufenselden, Gronauer Weg 1 LageFlur: 39, Flurstück: 139                                                                                 |              |         | 13609 DDB  |
| Bild gesucht BW |                                                                         | Laufenselden, Hundsgasse 1/3 LageFlur: 41, Flurstück: 95, 96/1                                                                            |              |         | 14567 DDB  |
| Bild gesucht BW |                                                                         | Laufenselden, Kastellstraße 4 LageFlur: 40, Flurstück: 22/3                                                                               |              |         | 14568 DDB  |
| Bild gesucht BW | Steinernes Haus                                                         | Laufenselden, Laufenstraße 3 LageFlur: 39, Flurstück: 37                                                                                  |              |         | 14569 DDB  |
| Bild gesucht BW | Grenzsteine                                                             | Laufenselden, Neue Wald, Hahnwiese (Außerhalb) LageFlur: 18, 19, Flurstück: 80/1, 84, 85/1, 86, 6/2, 6/3                                  |              |         | 13623 DDB  |
| Bild gesucht BW | Kriegerdenkmal                                                          | Laufenselden, Rudolf-Dietz-Straße LageFlur: 39, Flurstück: 43                                                                             |              |         | 13620 DDB  |
| Bild gesucht BW |                                                                         | Laufenselden, Rudolf-Dietz-Straße 1/3 LageFlur: 39, Flurstück: 57, 58                                                                     |              |         | 14570 DDB  |
| Bild gesucht BW |                                                                         | Laufenselden, Rudolf-Dietz-Straße 5 LageFlur: 39, Flurstück: 56                                                                           |              |         | 14571 DDB  |
| Bild gesucht BW |                                                                         | Laufenselden, Rudolf-Dietz-Straße 11 LageFlur: 39, Flurstück: 53                                                                          |              |         | 13615 DDB  |
| Bild gesucht BW |                                                                         | Laufenselden, Rudolf-Dietz-Straße 13 LageFlur: 39, Flurstück: 52                                                                          |              |         | 13616 DDB  |
| Bild gesucht BW |                                                                         | Laufenselden, Rudolf-Dietz-Straße 14/16 LageFlur: 41, Flurstück: 93, 94                                                                   |              |         | 13617 DDB  |
| weitere Bilder  | Evangelische Pfarrkirche                                                | Laufenselden, Rudolf-Dietz-Straße 15/17 LageFlur: 39, Flurstück: 44/1                                                                     |              |         | 15928 DDB  |
| Bild gesucht BW |                                                                         | Laufenselden, Rudolf-Dietz-Straße 28 LageFlur: 41, Flurstück: 80                                                                          |              |         | 13618 DDB  |
| weitere Bilder  | Jüdischer Friedhof                                                      | Laufenselden, Untere Mühlheck (Außerhalb) LageFlur: 34, Flurstück: 149/1                                                                  |              |         | 13622 DDB  |
| Bild gesucht BW |                                                                         | Laufenselden, Weiherstraße 2 LageFlur: 39, Flurstück: 50                                                                                  |              |         | 13621 DDB  |

### Mappershain
| Bild            | Bezeichnung | Lage                                                       | Beschreibung | Bauzeit | Objekt-Nr. |
| --------------- | ----------- | ---------------------------------------------------------- | ------------ | ------- | ---------- |
| Bild gesucht BW | Erlenhof    | Mappershain, Erlenhof 3 LageFlur: 5, Flurstück: 52         |              |         | 13627 DDB  |
| Bild gesucht BW |             | Mappershain, Langschieder Weg 1 LageFlur: 1, Flurstück: 49 |              |         | 13625 DDB  |
| Bild gesucht BW |             | Mappershain, Quellenstraße 23 LageFlur: 1, Flurstück: 8/2  |              |         | 13626 DDB  |

### Martenroth
| Bild            | Bezeichnung | Lage                                                                                  | Beschreibung | Bauzeit | Objekt-Nr. |
| --------------- | ----------- | ------------------------------------------------------------------------------------- | ------------ | ------- | ---------- |
| Bild gesucht BW |             | Martenroth, Nastätter Weg 2 LageFlur: 1, Flurstück: 85                                |              |         | 13629 DDB  |
| Bild gesucht BW | Backhaus    | Martenroth, Rusterbachstraße o. Nr. LageFlur: 1, Flurstück: 82                        |              |         | 13630 DDB  |
| Bild gesucht BW | Hofanlage   | Martenroth, Rusterbachstraße 2 LageFlur: 1, Flurstück: 77                             |              |         | 53357 DDB  |
| Bild gesucht BW |             | Martenroth, Rusterbachstraße 8, Zum Römerkastell 1 LageFlur: 1, Flurstück: 66/1, 66/2 |              |         | 13631 DDB  |

### Niedermeilingen
| Bild            | Bezeichnung                             | Lage                                                                         | Beschreibung | Bauzeit | Objekt-Nr. |
| --------------- | --------------------------------------- | ---------------------------------------------------------------------------- | ------------ | ------- | ---------- |
| Bild gesucht BW | Wasserbehälter                          | Niedermeilingen, Auf dem ewigen Nest (Außerhalb) LageFlur: 11, Flurstück: 69 |              | um 1930 | 13641 DDB  |
| Bild gesucht BW | Kirchlai 3, 5, 6, 7, Pfarrgasse 1, 2, 3 | Niedermeilingen, Gesamtanlage Kirchlai/Pfarrgasse Lage                       |              |         | 13634 DDB  |
| Bild gesucht BW |                                         | Niedermeilingen, Kirchlai 5 LageFlur: 12, Flurstück: 54/1                    |              |         | 13635 DDB  |
| weitere Bilder  | Evangelische Pfarrkirche                | Niedermeilingen, Kirchlai 6, Kirchlai LageFlur: 12, Flurstück: 71, 72        |              | 1768–69 | 13637 DDB  |
| Bild gesucht BW |                                         | Niedermeilingen, Kirchlai 7 LageFlur: 12, Flurstück: 56/3                    |              |         | 13636 DDB  |
| Bild gesucht BW |                                         | Niedermeilingen, Pfarrgasse 1 LageFlur: 12, Flurstück: 70                    |              |         | 13638 DDB  |
| Bild gesucht BW | Haustür                                 | Niedermeilingen, Pfarrgasse 2 LageFlur: 12, Flurstück: 64/2                  |              |         | 13639 DDB  |

### Obermeilingen
| Bild            | Bezeichnung | Lage                                                               | Beschreibung | Bauzeit | Objekt-Nr. |
| --------------- | ----------- | ------------------------------------------------------------------ | ------------ | ------- | ---------- |
| Bild gesucht BW | Scheune     | Obermeilingen, Ellenbogengasse LageFlur: 2, Flurstück: 31          |              | 1663    | 13644 DDB  |
| Backhaus        | Backhaus    | Obermeilingen, Ritterstraße o. Nr. LageFlur: 2, Flurstück: 40      |              | 1738    | 13645 DDB  |
| Bild gesucht BW | Brunnen     | Obermeilingen, Schloßweg (Ecke Burgweg) LageFlur: 2, Flurstück: 45 |              | um 1900 | 13643 DDB  |

### Springen
| Bild            | Bezeichnung                                             | Lage                                                       | Beschreibung | Bauzeit | Objekt-Nr. |
| --------------- | ------------------------------------------------------- | ---------------------------------------------------------- | ------------ | ------- | ---------- |
| Bild gesucht BW | Jagdhaus Dornbach                                       | Springen, Dornbach Hof LageFlur: 7, Flurstück: 8           |              | um 1906 | 13654 DDB  |
| Bild gesucht BW |                                                         | Springen, Falkenweg 2 LageFlur: 5, Flurstück: 44           |              | um 1800 | 13648 DDB  |
| Bild gesucht BW | Alte Ecke 2, 6, 10, Falkenweg 2, Zum Dornbachtal 31, 33 | Springen, Gesamtanlage Lage                                |              |         | 13647 DDB  |
| weitere Bilder  | Evangelische Kirche                                     | Springen, Odilienstraße 2 LageFlur: 1, Flurstück: 42       |              |         | 13649 DDB  |
| Brunnen         | Brunnen                                                 | Springen, Zum Dornbachtal LageFlur: 1, Flurstück: 45/1     |              |         | 13652 DDB  |
| Bild gesucht BW | Scheune                                                 | Springen, Zum Dornbachtal 25 LageFlur: 1, Flurstück: 24    |              |         | 13650 DDB  |
| Bild gesucht BW | Backhaus                                                | Springen, Zum Dornbachtal 33 LageFlur: 1, Flurstück: 122/1 |              |         | 13651 DDB  |

#### Ehemalige Kulturdenkmäler
| Bild            | Bezeichnung | Lage                                                          | Beschreibung | Bauzeit | Objekt-Nr. |
| --------------- | ----------- | ------------------------------------------------------------- | --- | ------- | ---------- |
| Bild gesucht BW | Riesenmühle | Springen, Riesenmühle (Außerhalb) LageFlur: 9, Flurstück: 9/4 | Die Riesenmühle lag südlich von Springen am Dornbach, oberhalb dessen Einmündung in die Wisper. Im Jahr 1790 wurde sie erstmals als Dachsmühle erwähnt, der heutige Name wird seit etwa 1800 verwendet. Sie war eine von ehemals zwei Getreidemühlen des Wispertales und wurde nach Ausbau der Wisperstraße 1883 seit 1889 Gastwirtschaft genutzt. In den Jahren 1925 und 1933 folgten Erweiterungen. Nachdem sie jahrelang leer stand und verfiel, wurde sie 2024 abgebrochen. |         | 13653 DDB  |

### Watzelhain
| Bild            | Bezeichnung | Lage                                                   | Beschreibung | Bauzeit | Objekt-Nr. |
| --------------- | ----------- | ------------------------------------------------------ | ------------ | ------- | ---------- |
| Bild gesucht BW |             | Watzelhain, Hainstraße 25 LageFlur: 1, Flurstück: 100  |              |         | 13656 DDB  |
| Bild gesucht BW | Backhaus    | Watzelhain, Schloßgasse 4 LageFlur: 1, Flurstück: 68/1 |              | um 1800 | 13657 DDB  |
| Bild gesucht BW |             | Watzelhain, Schloßgasse 8 LageFlur: 1, Flurstück: 70   |              |         | 13658 DDB  |

### Wisper
| Bild            | Bezeichnung                | Lage                                                | Beschreibung | Bauzeit | Objekt-Nr. |
| --------------- | -------------------------- | --------------------------------------------------- | ------------ | ------- | ---------- |
| Bild gesucht BW | Brunnen                    | Wisper, Strüthbachweg LageFlur: 1, Flurstück: 81    |              | um 1900 | 13660 DDB  |
| weitere Bilder  | Backhaus                   | Wisper, Zum Wiesental LageFlur: 1, Flurstück: 19    |              |         | 13661 DDB  |
| Bild gesucht BW | Ehem. Forsthaus und Schule | Wisper, Zum Wiesental 20 LageFlur: 1, Flurstück: 14 |              | um 1910 | 13662 DDB  |

### Zorn
| Bild            | Bezeichnung              | Lage                                                  | Beschreibung | Bauzeit | Objekt-Nr. |
| --------------- | ------------------------ | ----------------------------------------------------- | ------------ | ------- | ---------- |
| Bild gesucht BW | Evangelische Pfarrkirche | Zorn, Am Pfarrgarten 4 LageFlur: 2, Flurstück: 37     |              |         | 14572 DDB  |
| Bild gesucht BW |                          | Zorn, Am Pfarrgarten 19 LageFlur: 3, Flurstück: 80/2  |              |         | 13665 DDB  |
| Bild gesucht BW |                          | Zorn, Am Pfarrgarten 21 LageFlur: 3, Flurstück: 81    |              |         | 13666 DDB  |
| Bild gesucht BW |                          | Zorn, Brunnenplatz 4 LageFlur: 2, Flurstück: 29/1     |              |         | 13667 DDB  |
| Bild gesucht BW | Kriegerdenkmal           | Zorn, Nassauer Straße LageFlur: 3, Flurstück: 69/6    |              |         | 13671 DDB  |
| Bild gesucht BW |                          | Zorn, Nassauer Straße 27 LageFlur: 3, Flurstück: 86   |              |         | 13668 DDB  |
| Bild gesucht BW |                          | Zorn, Nassauer Straße 34 LageFlur: 3, Flurstück: 53/1 |              |         | 13669 DDB  |
| Bild gesucht BW |                          | Zorn, Nassauer Straße 45 LageFlur: 2, Flurstück: 48/9 |              |         | 13670 DDB  |